# 滿洲里戰鬥
滿洲里戰鬥發生於1929年10月2日－3日，地點則是在中華民國黑龍江東一帶，是中東路事件的戰鬥。滿洲里戰鬥的交戰雙方，一方為东北軍，另一方為蘇聯紅軍。

## 背景
1929年9月份後，中蘇軍隊在邊境不斷發生摩擦，派駐滿洲里的東北陸軍第15旅旅長梁忠甲向張學良報告，與之對峙的蘇軍兵力至少在一個師以上，並配備了特種部隊。

## 經過
10月2日，蘇軍砲兵、騎兵和坦克在飛機掩護下猛攻東北軍西線滿洲里陣地，雙方互有攻守。
一周後，貝加爾方向的三萬蘇軍向東北邊境持續進發，滿洲里守軍梁忠甲旅向張學良告急求援。之後，張學良再次增派兵力至十萬餘人，東北軍在兵力上略佔優勢。
從進攻態勢上看，蘇軍的進攻主要分東線與西線兩路，東線為同江、富錦的黑龍江江岸一帶，西線集中在滿洲里一帶，即分別進攻中東鐵路的東西兩頭，集中優勢兵力，速戰速決，以顯示蘇軍完全具備保衛中東路的能力。
正待張學良苦等南京救援之時，蘇軍再次出動重兵進攻西線滿洲里一帶。 11月17日，西線蘇軍步、騎、砲兵四萬餘人在布柳赫爾的命令下分兩路向滿洲里和札蘭諾爾發起猛烈進攻。

## 結果
激戰數日後，東北軍幾乎被打散，滿洲里和札蘭諾爾兩地均被蘇軍攻佔。
滿洲里之戰是中東路戰爭中最為慘烈的一仗，其中防守滿洲里一線的第17混成旅完全被擊潰，旅長韓光第及屬下團長林選青當場陣亡，另一團長張英重傷後自殺。
防守扎賁諾爾方向的第15混成旅大部被俘，旅長梁忠甲在撤退中被蘇軍追兵俘虜。
經此一戰，東北軍西線全面崩潰，密山、海拉爾相繼失陷，中東路樞紐所在地哈爾濱危在旦夕。
據事後統計，除旅長韓光第及兩名團長陣亡外，東北軍團以下官兵在滿洲里一戰中陣亡高達兩千餘人。另外，旅長梁忠甲及參謀長、團長以下被俘數千人，並被送往蘇聯境內。
事實上，東線守軍第15旅及第17旅已形同全軍覆沒，而蘇軍只付出了傷亡不到一千人的代價。

## 影響
慘烈的戰爭給當地帶來了巨大損失，作為主戰場的滿洲里，戰後更是一片狼藉。戰爭中，滿洲里車站一帶被完全焚毀，車站機器車輛、電機材料、無線電台等均被炸毀或被蘇軍席捲一空，戰區煤礦與礦區也被炸成焦土，存煤被焚毀。
由於當時正處隆冬，市面上煤炭米麵連連告急，當地居民流離失所，飢寒凍綏之狀隨處可見。

## 參看
- 中東路事件